# Apostolska nunciatura na Kubi
Apostolska nunciatura na Kubi je diplomatsko prestavništvo (veleposlaništvo) Svetega sedeža na Kubi, ki ima sedež v Havani; ustanovljena je bila 11. septembra 1935.
Trenutni apostolski nuncij je Giorgio Lingua.

## Seznam apostolskih nuncijev
- Adolfo Alejandro Nouel y Boba-Dilla (11. september 1935 - 26. junij 1937)
- Tito Trocchi (9. december 1915 - maj 1921)
- Pietro Benedetti (22. julij 1921 - 1926)
- George Joseph Caruana (15. september 1935 - 1. maj 1947)
- Antonio Taffi (14. maj 1947 - 9. januar 1950)
- Giuseppe Burzio (18. december 1950 - 1954)
- Luigi Centoz (29. november 1954 - 1962)
- Cesare Zacchi (24. maj 1974 - 1. junij 1975)
- Mario Tagliaferri (25. junij 1975 - 15. december 1978)
- Giuseppe Laigueglia (20. januar 1979 - 31. julij 1980)
- Giulio Einaudi (5. avgust 1980 - 23. september 1988)
- Faustino Sainz Muñoz (29. oktober 1988 - 7. oktober 1992)
- Beniamino Stella (15. december 1992 - 11. februar 1999)
- Luis Robles Díaz (6. marec 1999 - 4. oktober 2003)
- Luigi Bonazzi (30. marec 2004 - 14. marec 2009)
- Giovanni Angelo Becciu (23. julij 2009 - 10. maj 2011)
- Bruno Musarò (6. avgust 2011 - 5. februar 2015)
- Giorgio Lingua (17. marec 2015 - danes)